# Die Fantastischen Vier

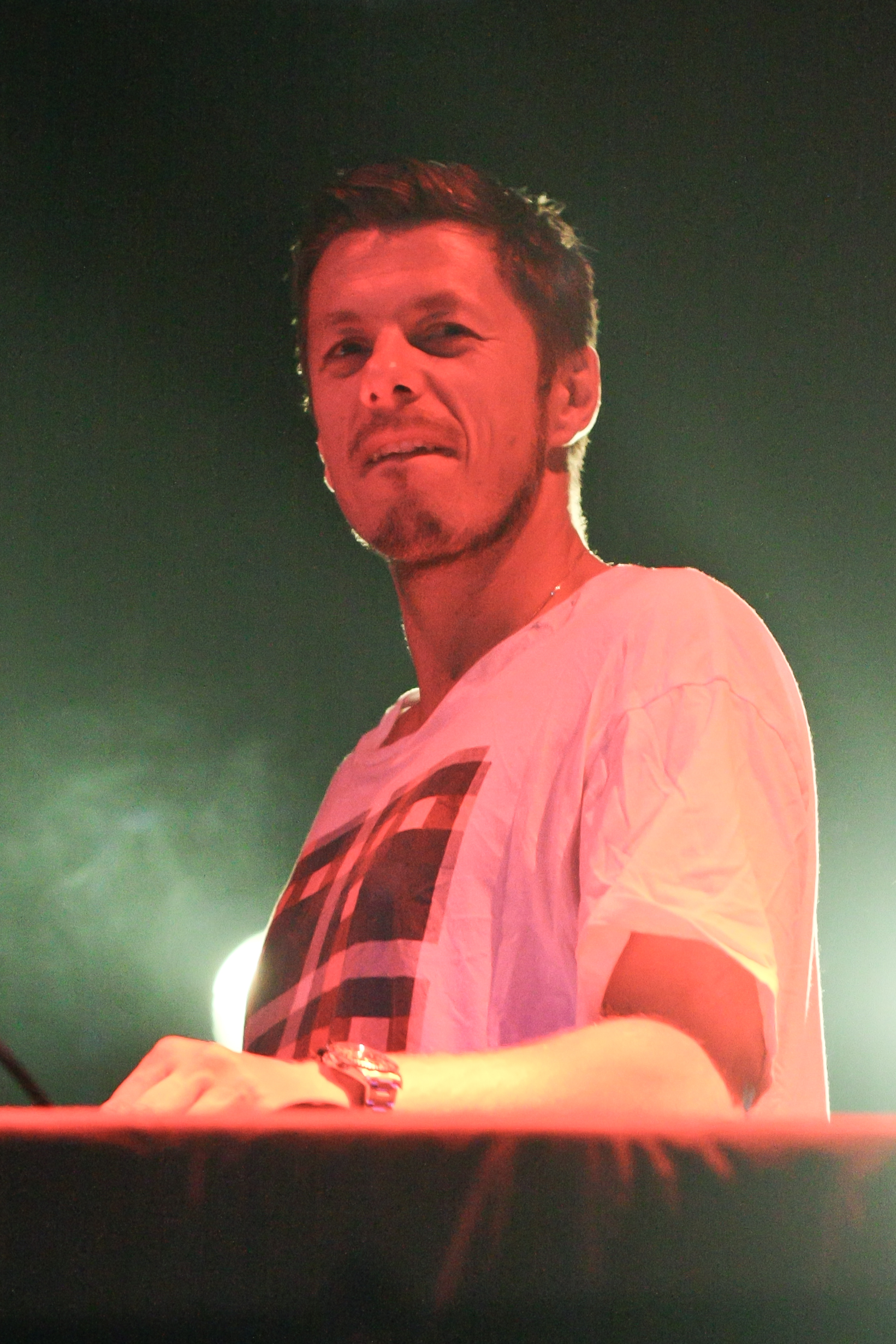
Michael Beck (2010)

Die Fantastischen Vier, ook bekend onder de naam Fanta4, is een Duitse hiphopformatie die in 1989 ontstond in Stuttgart.

## Ontstaan
In 1986 noemden Andrean Rieke en Michael Bern Schmidt zich al het Terminal Team. Toen Thomas Dürr en  Dee Jot Hausmarke (Michi Beck) zich in 1989 bij hen voegden, werd de naam Die Fantastischen Vier (De fantastische vier) gekozen. De groep was een van de pioniers van de Duitse hiphop, of Deutsche Sprechgesang (Duitse spreekzang), zoals de bandleden het zelf graag noemen. De inhoud van de nummers staat in contrast met de Amerikaanse gangsta rap en bevat vooral serieuze en ook meer filosofische teksten.
In 1992 scoorden ze hun eerste hit met het nummer Die da?!. Het bereikte de nummer één positie in de Oostenrijkse en Zwitserse charts en werd nummer 2 in de Duitse hitlijst. Die da?! was het eerste Duitstalige rapnummer dat een dergelijke positie bereikte. Andere bekende nummers zijn: Populär, Nur in deinem Kopf en Sie ist weg. Het laatstgenoemde nummer stond in 1995 drie weken op nummer een in de Musikmarkt Top 100.

## Trivia
Die Fantastischen Vier leenden hun stemmen aan de pinguïns in de Duitse nasynchronisatie van de films Madagascar en Madagascar 2.

## Discografie

### Albums
| - 1991 : Jetzt gehts ab! - 1992 : Vier gewinnt - 1993 : Die 4. Dimension - 1995 : Lauschgift - 1996 : Live und direkt (double CD) - 1999 : 4:99 - 2001 : mtv unplugged | - 2003 : Live in Stuttgart (unplugged) - 2004 : VIEL - 2007 : Fornika - 2009 : HEIMSPIEL - 2010 : Für Dich Immer Noch Fanta Sie - 2018 : Captain Fantastic - 2023 : The Liechtenstein Tapes |

### Singles
| - hausmeister thomas d (1991) - mikrofonprofessor smudo - hausmeister thomas d '92 (1992) - Die Da - Saft - Lass die Sonne rein - Zu geil für diese Welt (1993) - Tag am Meer (1994) - Sie ist weg (1995) - Populär (1996) - Nur in Deinem Kopf - Raus | - Der Picknicker (1997) - MfG (1999) - Le Smou - Michi Beck in Hell - Buenos Dias Messias - Tag am Meer unplugged (2000) - Sie ist weg unplugged (2001) - TROY (2004) - Leben zu zweit - Ernten was wir säen (2007) - Einfach Sein - Gebt Uns Ruhig Die Schuld (Den Rest Könnt Ihr Behalten) (2010) |